# Ipaporanga
Ipaporanga är en kommun i Brasilien.   Den ligger i delstaten Ceará, i den östra delen av landet, 1 400 km nordost om huvudstaden Brasília. Antalet invånare är 11 335.
Omgivningarna runt Ipaporanga är huvudsakligen savann. Runt Ipaporanga är det ganska glesbefolkat, med 21 invånare per kvadratkilometer.